# 蔡锡辉

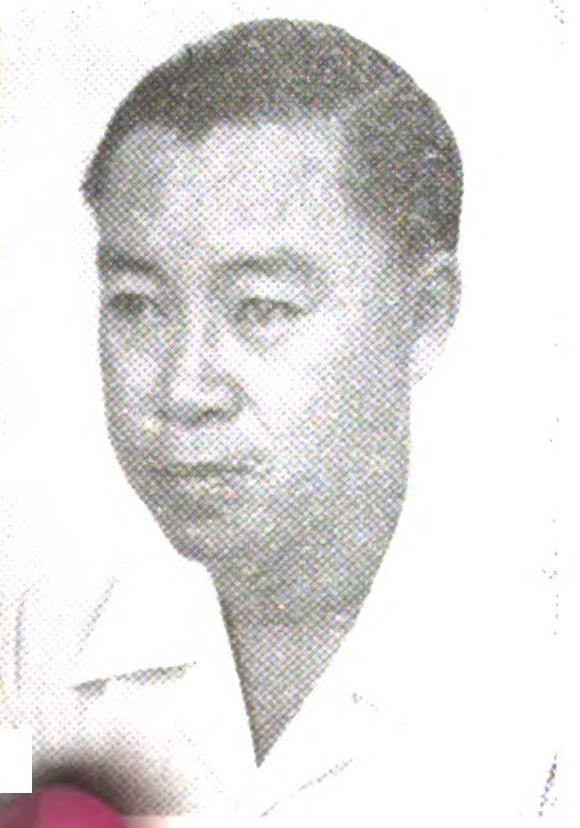
蔡锡辉

蔡锡辉（1907年2月6日—），印度尼西亚华裔律师、政治家和法官。出生于东爪哇巴苏鲁安。1938年就读于莱顿大学。印度尼西亚民族党党员。1938年至1942年从学校毕业后，他在苏腊巴亚当律师。1945年至1947年，他在苏腊巴亚担任法官。然后，他在苏腊巴亚的东爪哇稻米和纺织工业中心工作。在议会民主时期，即1950年至1959年，他是立法机关的八名土生华人议员之一，其他人分别是陈宝源、陈文安、钟鼎远、邓清良、蕭玉燦、钟临盛（1954年4月为赵江顺所取代）和叶全明（1954年8月为多尼温，又名温敬多所取代）。